# Robert Kerr
Robert Kerr (1757 – 11 de outubro de 1813) fui um escritor científico e tradutor da Escócia.
Kerr nasceu em Roxburghshire como filho de um joalheiro. Estudou medicina na Universidade de Edimburgo e foi cirurgião no Edinburgh Foundling Hospital. Traduziu inúmero trabalhos científicos para o inglês, como o Traité Élémentaire de Chimie de Antoine Lavoisier's  em 1789. Em 1792, publicou The Animal Kingdom, o primeiro volume de quatro tomos traduzidos de Systema Naturae de Linnaeus, que é frequentemente citado como autoridade taxonômica para várias espécies.
Em 1794 deixou seu posto como cirurgião para gerenciar uma fábrica de papel. Ele perdeu muito de sua fortuna nesse empreendimento. Por conta de dificuldades financeiras, ele começou a escrever em 1809, publicando vários trabalhos menores, como por exemplo, General View of the Agriculture of Berwickshire. Seu último trabalho de tradução foi a obra Recherches sur les ossements fossiles de quadrupedes, de Georges Cuvier , que foi publicado após a morte de Kerr como "Essays on the Theory of the Earth".
Seus outros trabalhos incluem estudos históricos intitulados A General History and Collection of Voyages and Travels em dezoito volumes. Kerr começou a série em 1811, dedicando-a a Alexander Cochrane.